# Burmeistera formosa
Burmeistera formosa là một loài thực vật thuộc họ Campanulaceae. Đây là loài đặc hữu của Ecuador.